# 燒餅歌

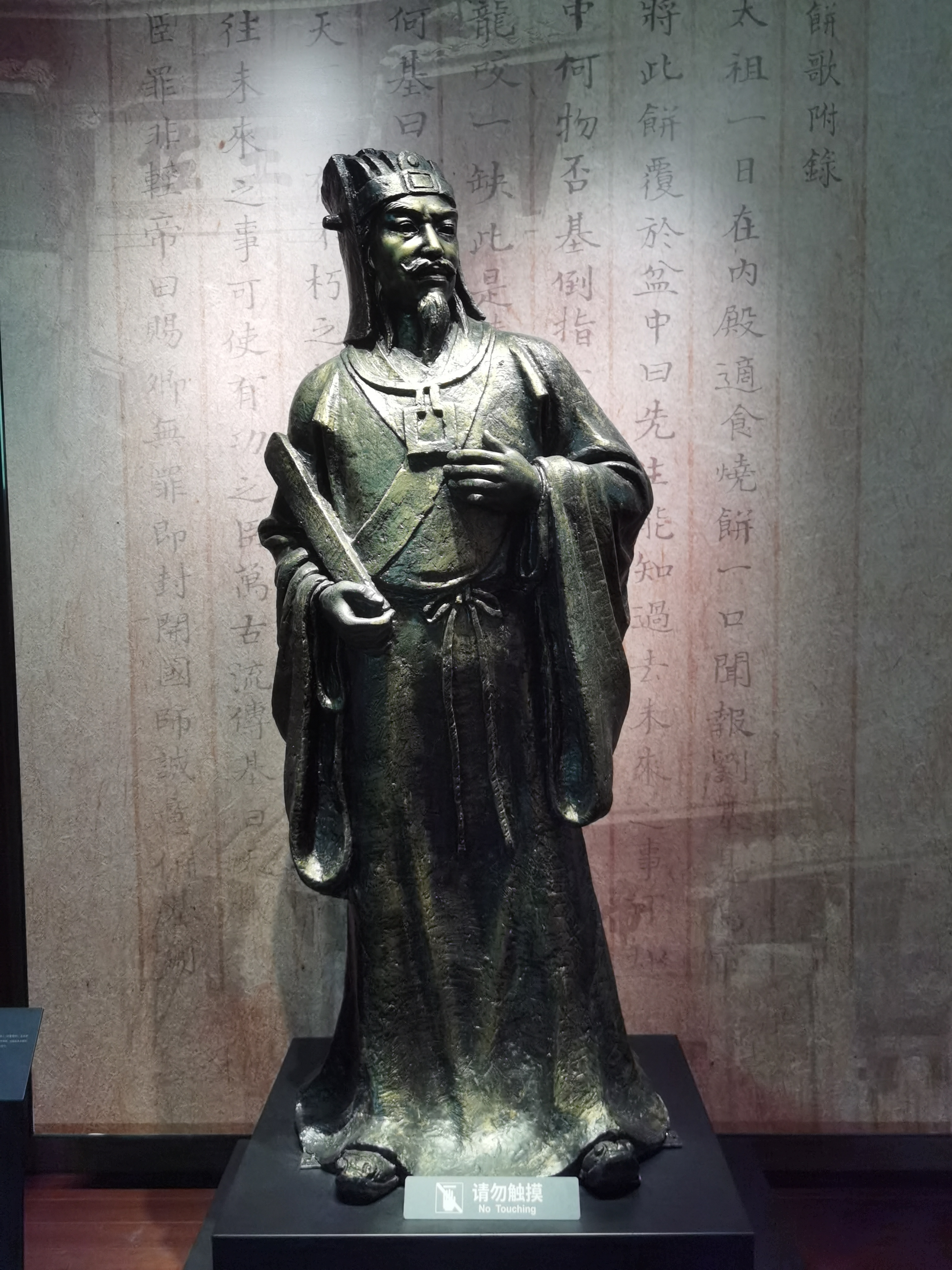
温州博物馆内以烧饼歌为背景的刘伯温像

《烧饼歌》，是中国著名民间预言書之一，假託是明朝开国軍師刘伯温與明太祖朱元璋對話時所著。

## 內容
《燒餅歌》全文共1,912個字，由四十多首歌謠組成。每句答话都像一首谜语，和诺查丹玛斯的“预言”一样，写得十分隐讳，可以用不同的角度去詮釋這些隱語的意思。许多研究者称《燒餅歌》非常灵验，但這些所謂灵验無非是用“既已發生之事實”去附会歌谣裡的谶语。基本上，《烧饼歌》仍無法斩钉截铁地推斷出未來將發生什麼事件，必须等事后来反证其准确。目前並無任何史料能夠證明此歌為劉基所作，且在民國以前也未曾流行，故推测其為清朝末年或民國初年之人託名偽作。
美国汉学家陳學霖考证，可能是明初之人偽託刘伯温所做。但至今民间仍认为其概括了明朝、清朝、中华民国以至中华人民共和国时期的各种大事。《烧饼歌》和《推背图》等，都是中国谶纬文化的代表之作。

## 預言
現時推斷燒餅歌包含了有關以下事件的預言：
- 靖難之變
- 土木堡之變
- 魏忠賢亂政
- 滿清的興起
- 第一次鴉片戰爭
- 第一次中日戰爭
- 辛亥革命
- 清朝歷代皇帝年號

1911年以後的事件，由於內容過於空泛及不準確，以至後人認為整本書都是清末的人偽託。

## 參看
- 推背圖